# Мекиниће
Мекиниће је насеље у општини Лепосавић на Косову и Метохији. Припада месној заједници Лепосавић. Село се налази на 8 km северно од Лепосавића. Куће су лоциране са обе стране средњег тока Дренске реке. Село се граничи са насељима Дрен, Миолиће, Лешак, Зрносек и Родељ. Надморска висина села је 550 метара. Ово село има повољан географски положај јер је асфалтним путем повезано са Лепосавићем. Претпоставља се да је село добило име по презимену Мекинић, али није тачно утврђено јер се назив овог села помиње тек у XVIII веку (1791. године).

## Демографија
- попис становништва 1948: 157
- попис становништва 1953: 157
- попис становништва 1961: 168
- попис становништва 1971: 139
- попис становништва 1981: 113
- попис становништва 1991: 108

У насељу 2004. године живи 98 становника у 30 домаћинства. Данашњи родови су: Радосављевићи, Колаковићи, Виријевићи, Јовановићи, Симионовићи, Пантовићи, Јанићијевићи, Милентијевићи, Томићи, Михајловићи.